# Cristina Rus

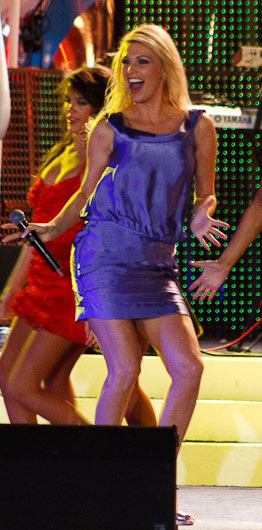
Cristina Rus

Cristina Rus (Cluj-Napoca, 21 giugno 1981) è una cantante, ballerina e modella rumena, il cui nome da sposata è Cristina Balteanu. Divenne famosa in Romania per il suo successo con Andreea Bănică nel gruppo Blondy e poi come cantante solista. È apparsa per due volte nella top 5 di MTV Rumania con la sua semplice "Viata mea" e "Don't See Ya".

## Biografia

### Carriera professionale
Cristina ha iniziato la sua carriera di modella a 14 anni, lavorando con stilisti famosi come il rumeno Catalin Botezatu o Zina Dumitrescu. Come aumentava la sua passione per la musica, Cristina iniziò a ricevere lezioni di canto presso la scuola di musica di Cluj Napoca e successivamente fu scoperta da Sandy Deac, del gruppo Desperado e iniziò la sua carriera musicale.
Nel 2001 incontrò Andreea Bănică, del gruppo Exotic, un cantante che voleva lavorare con Cristina e insieme hanno creato Blondy, che ha raggiunto importanti successi nelle classifiche della Romania con singoli come Ai gresit, Fiesta, Numele tau e Cu tine vreau sa traiesc. Tuttavia, tre anni dopo il duo si sciolse e i suoi membri hanno iniziato la loro rispettive carriere musicali soliste.
Cristina Rus è apparsa in diverse edizioni di riviste come FHM Romania e High ed è stata scelta in entrambe le riviste come una delle più interessanti celebrità femminili rumene.

### Vita personale
Cristina Rus sposò il milionario Dragoş Balteanu, con il quale ha un figlio nato il 16 aprile 2010. La cantante e modella rumena ha negato che il marito le abbia proibito di apparire in pubblico da quando la gravidanza si è saputa in Romania, un fatto che ha coinciso con la scomparsa di Cristina dalla scena mediatica rumena. La cantante ha detto che le voci erano "stupide". In quelle stesse dichiarazioni, Cristina ha rivelato che stava preparando un nuovo singolo musicale.